# Верлоцька сільська рада
Верлоцька сільська рада (до 1946 року — Верлооцька сільська рада) — колишня адміністративно-територіальна одиниця та орган місцевого самоврядування у Радомишльському і Малинському районах, Малинської, Волинської округ, Київської і Житомирської областей УРСР та України з адміністративним центром у с. Верлок.

## Населені пункти
Сільській раді були підпорядковані населені пункти:
- с. Верлок
- с. Бистріївка

## Населення
Відповідно до результатів перепису населення СРСР, кількість населення ради, станом на 12 січня 1989 року, становила 670 осіб.
Станом на 5 грудня 2001 року, відповідно до перепису населення України, кількість мешканців сільської ради становила 621 особу.

## Склад ради
Рада складалась з 14 депутатів та голови.

## Керівний склад сільської ради
| ПІБ                             | Основні відомості                                                               | Дата обрання | Дата звільнення |
| ------------------------------- | ------------------------------------------------------------------------------- | ------------ | --------------- |
| Кучерявенко Василь Анатолійович | Сільський голова, 1957 року народження, освіта, безпартійний                    | 26.03.2006   | 31.10.2010      |
| Кучерявенко Василь Анатолійович | Сільський голова, 1957 року народження, освіта середня спеціальна, безпартійний | 31.10.2010   |                 |

Примітка: таблиця складена за даними джерела

## Історія
Створена 1923 року, як Верлооцька, в складі с. Верлоок та хуторів Бистріївка, Глухів Перший, Коробочка Кичкирівської волості Радомисльського повіту Київської губернії. Станом на 15 червня 1926 року на обліку в раді значаться хутори Гале Болото, За Долиною та Шабадаївка, станом на 13 лютого 1928 року — хутори Рикова та Чубаря; хутори Гале Болото, Шабадаївка не числяться на обліку населених пунктів. Станом на 1 жовтня 1941 року хутори За Долиною, Рикова та Чубаря не перебувають на обліку населених пунктів.
7 червня 1946 року перейменована на Верлоцьку сільську раду через перейменування адміністративного центру на Верлок. Станом на 1 вересня 1946 року сільрада входила до складу Радомишльського району Житомирської області, на обліку в раді перебували с. Верлок та хутори Бистрівка, Глухів Перший, Коробочка.
2 вересня 1954 року, відповідно до рішення Житомирського облвиконкому № 1087 «Про перечислення населених пунктів в межах районів Житомирської області», в зв'язку з попереднім укрупненням сільрад, с. Глухів Перший передано до складу Радомишльської міської ради Радомишльського району. 29 червня 1960 року х. Коробочка приєднано до складу с. Верлок.
Станом на 1 січня 1972 року сільрада входила до складу Радомишльського району Житомирської області, на обліку в раді перебували села Верлок та Бистріївка.
Припинила існування 7 грудня 2017 року через об'єднання до складу Радомишльської міської територіальної громади Радомишльського району Житомирської області.
Входила до складу Радомишльського (7.03.1923 р., 4.01.1965 р.) та Малинського (30.12.1962 р.) районів.